# Andrіj Bіlec'kyj
Andrіj Jevhenovyč Bіlec'kyj (in ucraino Андрій Євгенович Білецький?; Charkiv, 5 agosto 1979) è un politico e militare ucraino, suprematista bianco, leader del partito politico Corpo Nazionale e attuale comandante del 3º Corpo d'armata dell'esercito ucraino.
Noto con il soprannome di "Führer bianco", è stato nel 2008 cofondatore del movimento Assemblea Social-nazionale (SNA) e nel 2014 fondatore e primo comandante della formazione paramilitare ucraina neonazista chiamata Battaglione Azov.
Dal novembre 2014 al luglio 2019 Bіlec'kyj è stato membro del Parlamento ucraino.

## Biografia
Nato nel 1979 a Charkiv, RSS Ucraina, il padre Jevhen Mychajlovyč Bіlec'kyj proviene da un'antica famiglia cosacca che fondò il villaggio di Krasnopavlivka, nel Distretto di Lozova, mentre la madre, Olena Anatoliïvna Bіlec'kyj, discende da una nobile famiglia di Žytomyr.
Nella sua giovinezza, Bіlec'kyj pratica diversi tipi di arti marziali e la boxe. Nel 1990 rifiuta di essere iscritto all'Organizzazione dei pionieri di tutta l'Unione. Bіlec'kyj, insieme ad alcuni compagni di scuole, avrebbe sollevato la bandiera ucraina sull'edificio dell'istituto superiore. In gioventù viene influenzato dagli ideali nazionalisti espressi dal libro proibito in Unione Sovietica, Istorija Ukraïny dlja ditej di Antin L'vovič Lotoc'kyj, regalatogli dal padre. Nel 2001 Bіlec'kyj si laurea con la lode presso la facoltà di Storia dell'Università di Charkiv. La sua tesi riguarda l'Esercito insurrezionale ucraino.
Nel 2002 Bіlec'kyj diventa leader del ramo di Charkiv dell'organizzazione politica Tryzub e nel 2003 collabora con il Partito Social-Nazionale dell'Ucraina (SNPU) opponendosi all'idea della sua trasformazione in Svoboda. Dopo la trasformazione di SNPU in Svoboda e la liquidazione dell'originale Patrioti dell'Ucraina, nel 2005 Bіlec'kyj avvia la rinascita dell'organizzazione paramilitare Patrioti dell'Ucraina.
Nelle elezioni del 2006, Bіlec'kyj si candida senza successo al Parlamento ucraino.
Nel 2008 è tra i fondatori dell'Assemblea Sociale-nazionale (SNA), un insieme di organizzazioni radicali ultranazionaliste ucraine, scioltasi nel 2015.
Nell'agosto 2011, membri di Patrioti dell'Ucraina e SNA vengono arrestati in relazione al "caso dei terroristi Vasylkiv". Allo stesso tempo, viene condotto un assalto armato al quartier generale di Patrioti dell'Ucraina a Charkiv durante il quale due membri dell'organizzazione e l'attentatore rimangono feriti. l'11 settembre 2011, i membri di Patrioti dell'Ucraina vengono arrestati e accusati di tentato omicidio. Il 19 novembre 2011, si verifica un attentato alla vita di Bіlec'kyj a Charkiv, con due ferite da arma da fuoco. Bіlec'kyj riesce a raggiungere l'ospedale della città dove viene operato. Le forze dell'ordine locali classificano l'evento come teppismo. Il 27 dicembre 2011, Bіlec'kyj, insieme ad altri membri di Patrioti dell'Ucraina, viene arrestato con le stesse accuse e detenuto nel carcere investigativo di Charkiv, in custodia cautelare, per 28 mesi.

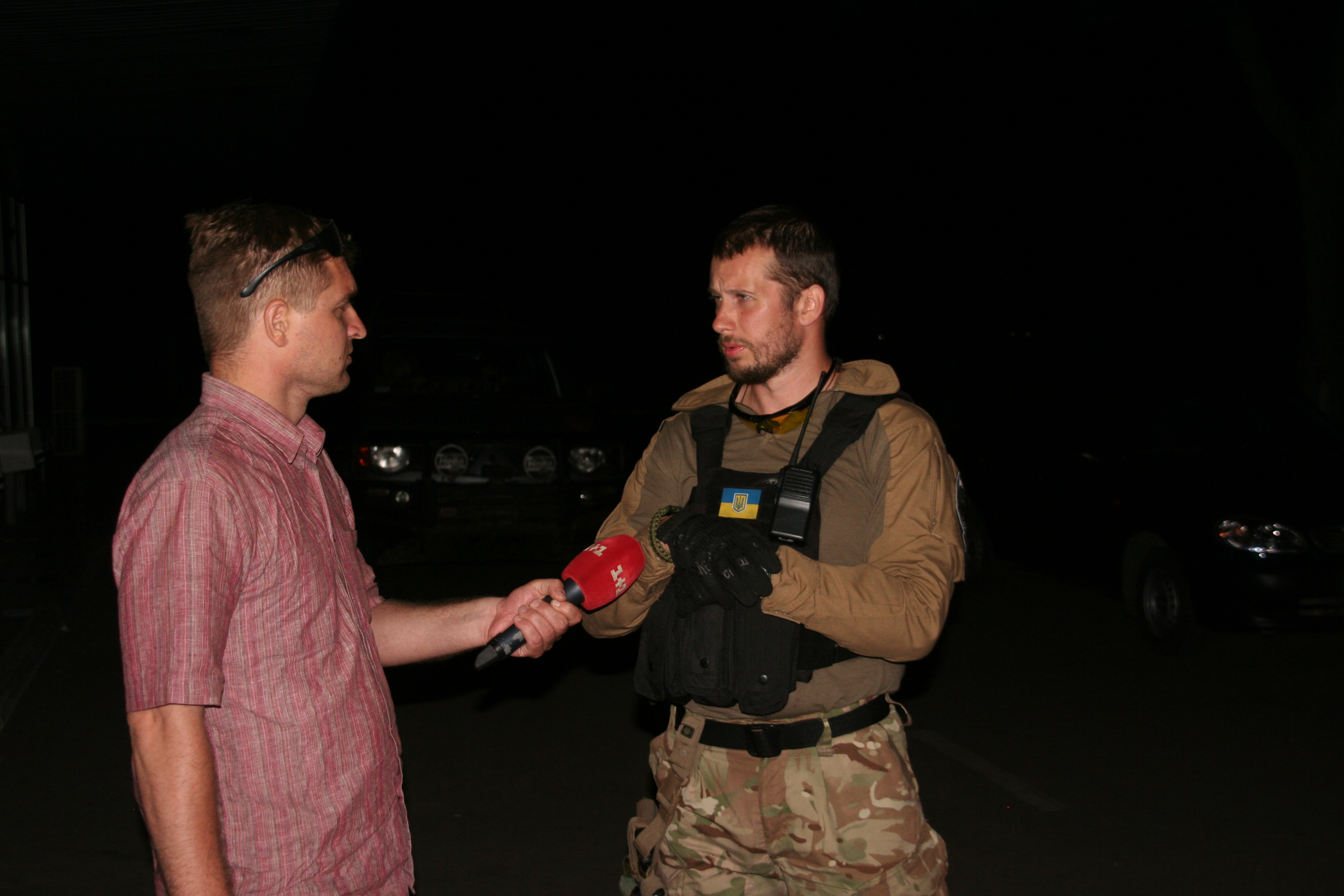
Bіlec'kyj intervistato dalla TV ucraina dopo una missione militare nei pressi di Mariupol'.

Durante gli eventi di Euromaidan, i membri di Patrioti dell'Ucraina sono tra i fondatori di Pravyj Sektor il 28 novembre 2013. Il 24 febbraio 2014, dopo la cacciata del presidente Viktor Janukovyč, il parlamento ucraino adotta un emendamento sulla libertà per i prigionieri politici. Il giorno successivo, Bіlec'kyj e altri prigionieri vengono completamente assolti da tutte le accuse e messi in libertà.
Il 12 marzo 2014, Bіlec'kyj diviene un dei leader di Pravyj Sektor - Est nelle operazioni speciali, che comprendeva oblasty come Poltava, Charkiv, Donec'k e Luhans'k . 
Il 5 maggio 2014 a Berdjans'k Bіlec'kyj fonda e diventa primo comandante del Battaglione Azov. Il battaglione è inizialmente composto da membri di Patrioti dell'Ucraina, SNA, tifosi (in particolare i sostenitori della Futbol'nyj Klub Dynamo Kyïv) e del movimento AutoMaidan. La formazione paramilitare è nota come "Omini neri", in opposizione alla formazione speciale russa "Omini verdi".
Il 13 giugno 2014, Bіlec'kyj guida il suo distaccamento alla conquista della città di Mariupol', in mano ai ribelli filo-russi. Secondo il giornalista militare britannico Askold Krushelnycky, "Bіlec'kyj era freddo nel valutare le azioni e nel dare ordini con calma e, secondo me, logicamente". Il 2 agosto 2014, Bіlec'kyj, è insignito dell'Ordine per il coraggio (III grado) e il 15 agosto 2014 promosso tenente colonnello di polizia.
Il 10 settembre 2014, Bіlec'kyj è ammesso al consiglio militare del Fronte popolare, ma non diventa membro del partito. Il 27 settembre 2014 si candida da indipendente nel 217º distretto elettorale di Kiev, per le elezioni parlamentari ucraine del 2014, vincendo con 31.445 voti (33,75%). In parlamento, si è unito al gruppo misto "Ukrop".
Nell'ottobre 2014 lascia il comando del Battaglione Azov, che diviene poi reggimento il 20 novembre 2014.
In un'intervista rilasciata a LB.ua (Left Bank) il 10 dicembre 2014, Bіlec'kyj ha annunciato che Patrioti dell'Ucraina ha sospeso le sue attività come organizzazione politica a causa della guerra e che sarebbe stato assorbito principalmente nel Battaglione Azov. Nella stessa intervista Bіlec'kyj ha detto che il logo del battaglione sarebbe stato diverso dal Wolfsangel tedesco e simboleggia l'idea nazionale ucraina.
Nell'ottobre 2016 Bіlec'kyj lascia l'esercito ucraino perché ai funzionari eletti è stato impedito di prestare servizio nelle forze armate; ma ha promesso di continuare la sua carriera militare "senza titoli".
Il 1º novembre 2018, Andrij Bіlec'kyj è stato incluso nell'elenco delle sanzioni russe in relazione alle azioni ostili dell'Ucraina nei confronti dei cittadini e delle persone giuridiche della Russia.
Andrij Bіlec'kyj durante i suoi primi 3 anni di lavoro a Verchovna Rada partecipa solo al 2,09% delle votazioni, per un totale di 229, classificandosi al quinto posto nella graduatoria dei deputati con il minor numero di votazioni e saltando 328 sedute del parlamento ucraino. Inoltre ha ignorato tutte le sedute della Verchovna Rada nel 2016 e non è comparso in parlamento a marzo 2017. Secondo una ricerca del Comitato degli elettori dell'Ucraina, pubblicata nell'agosto 2017, Andrij Bіlec'kyj non è riuscito a scrivere alcuna legge adottata nella Verchovna Rada. Con 30 progetti, è al primo posto tra i deputati che hanno presentato il maggior numero di progetti di legge infruttuosi.
Nelle elezioni parlamentari ucraine del 2019 è stato classificato al 2º posto nella lista congiunta di Svoboda e Corpo Nazionale, l'iniziativa governativa di Jaroš e Pravyj Sektor. Ma alle elezioni il partito non ha ottenuto voti sufficienti per superare la soglia elettorale del 5% e quindi non ha ottenuto alcun seggio parlamentare.
Nel maggio 2024 è stato nominato come secondo tra i "100 ucraini che dal 2014 hanno definito la vita nel paese e l'hanno portata avanti" dal giornale The New Voice of Ukraine.

## Visioni politiche

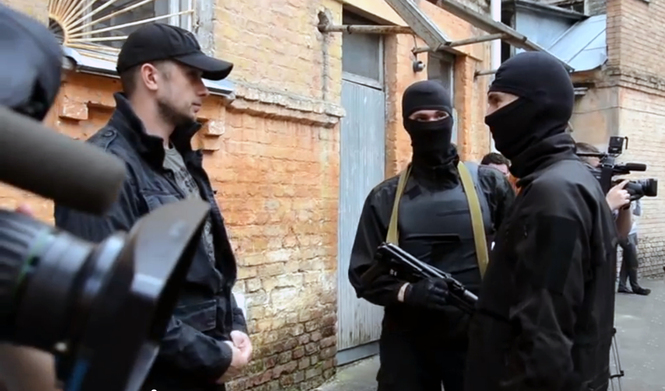
Andrіj Bіlec'kyj con membri del Battaglione Azov nel 2014

Bіlec'kyj è stato descritto come un suprematista bianco. Gli obiettivi dell'"Assemblea Social-nazionale", di cui è co-fondatore, erano  "la protezione della razza bianca creando un sistema di "nazionecrazia" antidemocratico e anticapitalista" e l'eradicazione di "capitale speculativo sionista internazionale". Nel 2010, Bіlec'kyj disse che la missione della nazione ucraina era quella di "guidare le razze bianche del mondo in una crociata finale... contro gli Untermenschen guidati dai semiti".
Nel 2018, The Guardian ha riferito che Bilec'kyj "ha attenuato la sua retorica negli ultimi anni". L'iniziativa Reporting Radicalism di Freedom House ha riferito, nel 2022, che non ha fatto pubblicamente commenti razzisti dal 2014, ma "invoca frequentemente la retorica anti-LGBT+". Umland e Fedorenko hanno scritto nel 2021 che si oppone ancora pubblicamente al multiculturalismo, ma ha affermato che "essere un nazionalista ucraino oggi significa credere nei valori, non nei pregiudizi razziali", e ha annunciato che il suo partito non usa l'etnia per definire chi può o non può far parte della nazione ucraina. Ha inoltre affermato di non apprezzare per nulla il soprannome "Führer bianco" con cui era noto un tempo.

## Guadagni
Secondo la dichiarazione elettronica, nel 2015 Andriy Bіlec'kyj ha ricevuto 58 990 grivnie (2 087 dollari statunitensi) come stipendio nella Verchovna Rada. Aveva 250 000 grivnie (8.846 dollari statunitensi) in contanti. La dichiarazione indicava anche un appartamento a Kiev, che era stato registrato sulla moglie di Bіlec'kyj, Julija. Nella dichiarazione per il 2016, Bіlec'kyj ha indicato 115 652 grivnie (4 423 dollari USA) come stipendio e 250 000 grivnie in contanti.

## Vita privata
Dal 2003 al 2016, Andrij Bіlec'kyj è stato sposato con Julija Oleksandrivna Bilec'kaja (nata Brusenko). La coppia ha un figlio. Nell'aprile 2016, i coniugi hanno divorziato dopo lo scandalo, quando i dati su un appartamento a Kiev con una superficie di 79,5 metri quadrati e un costo da 2,2 a 4,1 milioni di grivnie non sono stati inclusi nella dichiarazione del deputato.